# Deteor
Deteor – rodzina syntetycznych środków pianotwórczych wykorzystywanych do gaszenia pożarów ciał stałych i cieczy. Mogą być używane we wszystkich instalacjach i urządzeniach do wytwarzania piany ciężkiej, średniej i lekkiej. Piany ciężkie i średnie stosowane są przede wszystkim do gaszenia na świeżym powietrzu, w otwartych budynkach i instalacjach oraz na statkach. Pianę lekką stosuje się do zalewania pomieszczeń oraz do usuwania palnych lub wybuchowych mieszanek gazowo-powietrznych ze zbiorników.
Polski odpowiednik to Roteor M.